# Johann Christian Polycarp Erxleben
Johann Christian Polycarp Erxleben (Quedlinburg, 1744. június 22. – Göttingen, 1777. augusztus 18.) német biológus, a német állatorvostan úttörője. Zoológiai szakmunkákban nevének rövidítése: „Erxleben”.

## Élete
Quedlinburg városban született és Dorothea Christiane Erxleben fia volt. Édesanyja volt az első németországi orvosnő. 
Johann a Göttingeni Egyetemen tanított állatorvostant és fizikát. Életének fő műve az „Anfangsgründe der Naturlehre and Systema regni animalis” című könyv, melyet halálának évében, 1777-ben fejezett be. Ő alapította Göttingenben 1771-ben a legrégibb németországi állatorvos iskolát, a Tierärztliches Institut-ot. Zoológiai munkássága során az emlősökkel és a rágcsálókkal foglalkozott behatóbban.  
Holland és francia állat-egészségügyi tapasztalatokat behatóan tanulmányozta és megpróbálta elkerülni az addig meglévő hibákat. Nagy jelentőséget tulajdonított a gyakorlati képzésnek és írásai alapot szolgáltattak az utána következő állatorvostani képzéseknek.

## Johann Christian Polycarp Erxleben által alkotott és/vagy megnevezett taxonok
Az alábbi linkben megnézhető Johann Christian Polycarp Erxleben taxonjainak egy része.